# Eduard von Sacken

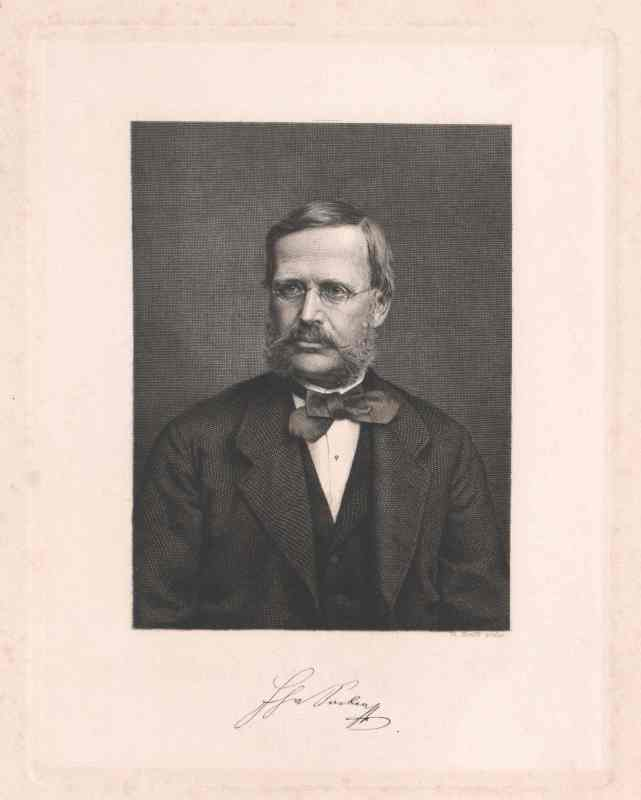
Eduard Freiherr von Sacken

Eduard Freiherr von Sacken (* 3. März 1825 in Wien, Kaisertum Österreich; † 20. Februar 1883 ebenda, Österreich-Ungarn) war ein österreichischer Archäologe und Kunsthistoriker.

## Herkunft
Seine Eltern waren der Hofrat Freiherr Joseph von Sacken (* 7. Mai 1782; † 26. April 1853) und dessen Ehefrau Caroline von Würth (* 8. August 1897; † 19. Mai 1877). Der Feldmarschall-Leutnant Adolf von Sacken (1830–1900) war sein Bruder.

## Leben
Eduard von Sacken studierte in Wien Philosophie und promovierte 29. April 1845 zum Doktor der Philosophie. Er trat am 1. Juni 1845 als Amanuensis (Sekretär eines Gelehrten) ins k. k. Münz- und Antikenkabinett ein,. Als es am 31. Oktober 1848 zu einem Brand der Wiener Burg kam, beteiligte er sich an deren Rettung. In Anerkennung seiner Leistungen erhielt er vom Kaiser einen Brillantring und ein Belobungsdekret. Von 1849 bis 1852 besorgte er die Neu-Ordnung und Aufstellung der k. k. Ambraser Sammlung und gab eine ausführliche Beschreibung derselben heraus. Dafür erhielt er 1855 die goldene Medaille für Kunst und Wissenschaft.
Im Jahr 1851 habilitierte er sich als Privatdozent für Kunstarchäologie des Mittelalters an der Wiener Universität und 1854 wurde er Kustos k. k. Münz- und Antikenkabinett ferner wurde er Konservator der Baudenkmale im Kreise unter dem Wiener Walde Niederösterreichs, außerdem wurde er zum Mitglied des gelehrten Ausschusses des germanischen Museums gewählt. Im Jahre 1857/1858 war er Dekans des philosophischen Doktoren-Kollegiums und wurde im gleichen Jahr für die Widmung seines Werkes: „Die Rüstungen und Waffen der Ambraser Sammlung“ von Kaiser mit dem Chiffrering ausgezeichnet.
Im Jahr 1861 erfolgte seine Ernennung zum dritten, im Jahre 1863 zum zweiten Kustos am Münz- und Antikenkabinett; 1864 zum ständigen Mitglied der k. k. Zentralkommission zur Erforschung und Erhaltung der Baudenkmale; 1865 zum akademischen Rat der k. k. Akademie der bildenden Künste; 1868 zum ersten Kustos mit dem Titel eines Vizedirektors. Im Jahr 1871 ernannte man ihn zum Direktor dieses Museums, dazu erhielt er 1873 den Titel und Charakter eines Regierungsrates.
Er erhielt für seine Tätigkeit zahlreiche Orden: Dezember 1863 aber das Ritterkreuz des Ordens der französischen Ehrenlegion, 1867 das Ritterkreuz des Franz-Joseph-Ordens,  1871 den Orden der Eisernen Krone 3. Klasse.
Seine Stärke lag anfangs auf Veröffentlichungen von kunstgeschichtlichen Publikationen. Später verfasste er sein sehr wissenschaftliches Werk über die Heraldik. Es war ein Überblick über das Spezialgebiet und genügt noch heute dem wissenschaftlichen Stand der heraldischen Forschungen. Er war auch Mitglied der Österreichischen Akademie der Wissenschaften.

## Familie
Er heiratete am 12. September 1855 Elisabeth Pollak-Höger (* 12. Juni 1835; † 3. März 1869). Das Paar hatte mehrere Kinder:
- Leontine (* 1. Januar 1857) ⚭ 1873 Leander Heinrich von Wetzer (* 17. Februar 1840; † 10. März 1904), Feldzeugmeister, Direktor des Kriegsarchivs
- Edmund (* 20. September 1861) ⚭ 1887 Freiin Klothilde von Baumgartner (* 2. September 1865)
- Rosa (* 12. Mai 1867; † 6. November 1937) ⚭ 1890 Hermann Ritter von Bareck (* 20. Januar 1860; † 30. Oktober 1922), Sektionschef im Finanzministerium[3]

## Schriften (Auswahl)
- Katechismus der Baustile. Verlag von I. I. Weber, Leipzig 1867.
- Katechismus der Heraldik. Leipzig 1893.
- Heraldik – Grundzüge der Wappenkunde. Reprint der 6. Auflage Leipzig 1899, Reprint Verlag Leipzig 2012, ISBN 978-3-8262-3040-0.